# António Pinto
António Coelho Pinto (* 22. března 1966, Vila Garcia, Amarante) je bývalý portugalský atlet, běžec, který se věnoval dlouhým tratím. Od 16. dubna 2000 drží časem 2.06:36 evropský rekord v maratonu. 30. července 1999 zaběhl ve Stockholmu také evropský rekord v běhu na 10 000 metrů, jehož hodnota byla 27:12,47. Ještě téhož roku, 3. září v Bruselu nejlepší evropský výkon vylepšil Mohammed Mourhit.

## Kariéra
Čtyřikrát reprezentoval na letních olympijských hrách (Soul 1988, Barcelona 1992, Atlanta 1996, Sydney 2000). Nejlepšího umístění dosáhl na olympiádě v Sydney v roce 2000, kde maraton dokončil na 11. místě v čase 2.15:17. Na LOH 1988 v jihokorejském Soulu postoupil z rozběhu do finále běhu na 10 000 metrů, kde skončil na 13. místě.
V roce 1998 se stal v Budapešti mistrem Evropy (10 000 m) v čase 27:48,62. O rok později na světovém šampionátu v Seville doběhl ve finále stejné trati v čase 28:03,42 na 5. místě jako nejlepší z Evropanů.
V letech 1992, 1997 a 2000 se stal vítězem londýnského maratonu. V roce 1994 zvítězil časem 2.08:31 také na prestižním maratonu v Berlíně.

## Osobní rekordy
- 1500 m - 3:39,25 (1998)
- 3000 m - 7:41,33 (1999)
- 5000 m - 13:02,86 (1998)
- 10000 m - 27:12,47 (1999)
- Půlmaraton - 1.02:04 (2000)
- Maraton - 2.06:36 (2000)[4]